# Grashommel
De grashommel (Bombus ruderarius) is een hommel uit de familie bij-achtigen (Apidae).
Deze hommelsoort lijkt op de weidehommel (Bombus pratorum), maar heeft roestkleurig korfjesharen op de poten. Ook lijkt zij wat op de steenhommel (Bombus lapidarius), maar ze blijft kleiner en heeft minder gekleurde haren aan het achterlijf, bij de steenhommel zijn deze rood gekleurd, bij de grashommel lichter tot geel, en de plek is kleiner. De koningin wordt maximaal 18 millimeter lang, heeft een spanwijdte van rond de drie centimeter en is van maart tot mei te zien op zoek naar een nest. De werksters worden tot 16 millimeter, hebben een spanwijdte van maximaal 28 mm en vliegen van april tot september. Eind juni komen de mannetjes tevoorschijn.

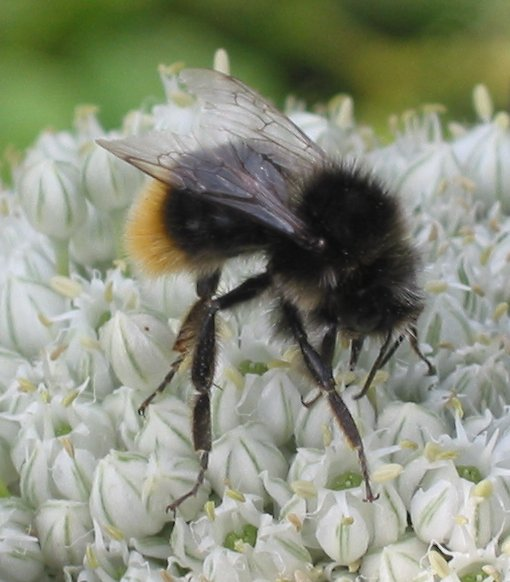
Grashommel op prei.

De grashommel bezoekt diverse soorten planten, zoals smeerwortel, dovenetel, toorts, springzaad, gouden regen en rode- en witte klaver. De grashommel staat in Nederland op de Rode Lijst met de status 'Kwetsbaar'. De nesten van grashommels blijven klein; ongeveer 50 tot 100 exemplaren per nest. De nesten bevinden zich vaak net onder de grond op drogere maar begroeide plaatsen zoals verhoogde oevers, dijken en graslanden.